# Franjo Piuković
Franjo Piuković (mađ: Piukovics Ferenc) (26. srpnja 1880., Aljmaš - Senta, 1967.) je bio bački hrvatski svećenik i kulturni radnik. Bio je poznati hrvatski rodoljub.
Rodio se u Aljmašu 1880. godine. Srednju školu je pohađao u Kalači od 1893. do 1901. U Kalači je ostao i nakon gimnazije - studirao je teologiju do 1905.
Iste 1905. se zaredio za svećenika u sjevernougarskom gradu Ostrogonu. Nakon toga je bio svećenikom po Bačkoj, gdje je bio kapelanom. Službovao je u Aljmašu, Baču, Baškutu, Monoštoru i Somboru. 
15. siječnja 1919. je na sastanku u Bereg zajedno s Lajčom Budanovićem,  Blaškom Rajićem, Martinom Matićem odlučio da se diljem Bačke i Baranje u svakom mjestu gdje su živjeli Hrvati organiziraju javne zborove i manifestacije slavenstva. To se trebalo napraviti radi pobijanja krivotvorenih mađarskih statistika kojima je Mađarska umanjivala broj Hrvata, a to je činila tako da ga je usitnjavala prikazivanjem Hrvata kroz "raznorodne" skupine (Bunjevce, Šokce i Hrvate je prikazivala kao odvojene kategorije) ili je Hrvate izravno ubrajala u Mađare. Te statistike su trebale Mađarskoj, kao poraženoj zemlji, da prijevarom zlorabi Wilsonovih 14 točaka, posebice točku o pravu naroda na samoopredjeljenje, izbori povoljnu poziciju na mirovnim pregovorima i očuva što više teritorija od neumitnog rasapa teritorija Kraljevine Ugarske. 
Zborovi su održani i svi su donijeli odluku o ujedinjenju u južnoslavensku državu. Odluku su poslali u Novi Sad Narodnoj upravi, koja je to trebala proslijediti na Mirovnu konferenciju jugoslavenskim pregovaračima, no uprava to nije učinila. 
Kasnije, 3. listopada 1919. je sudjelovao na pariškoj Mirovnoj konferenciji kao dio vladinog izaslanstva. 
Nakon raspada Austro-Ugarske i konačnog povlačenja granica nakon mirovne konferencije ostao je Pijuković djelovati na području Bačke koji je ostao u Kraljevini SHS. 1923. je postao upraviteljem župe u Monoštoru. Nakon što je umro župnik Ivan Evetović, poznati hrvatski kulturni radnik, Franjo Piuković je preuzeo na upravljanje i Bač, župu kojoj je upravljao Evetović.
Za vrijeme drugog svjetskog rata njegova župa je pripojena Mađarskoj. 1942. je premješten u Horgoš, gdje je bio kapelanom.
Umro je u Senti 1967. godine.